# Saison 8 d'Arrow
Chronologie
Saison 7
La huitième et dernière saison d’Arrow, série télévisée américaine, est constituée de dix épisodes, diffusés du 15 octobre 2019 au 28 janvier 2020 sur The CW, aux États-Unis.

## Synopsis
Après avoir quitté sa famille en fin de saison 7 et choisi de suivre le Monitor à la suite du pacte qu’il a passé avec lui, dans cette saison nous suivrons Oliver dans sa quête pour sauver le multivers de la crise à venir…

## Distribution

### Acteurs principaux
- Stephen Amell (VF : Sylvain Agaësse) : Oliver Queen / Green Arrow / Le Spectre
- Katie Cassidy (VF : Anne Tilloy) : Laurel Lance / Black Siren
- David Ramsey (VF : Namakan Koné) : John « Dig » Diggle / Spartan
- Rick Gonzalez (VF : Paolo Domingo) : Rene Ramirez / Wild Dog
- Juliana Harkavy (VF : Anne O'Dolan) : Dinah Drake / Black Canary
- Katherine McNamara (VF : Cindy Tempez) : Mia Smoak / Blackstar
- Ben Lewis (VF : Martin Faliu) : William Clayton (adulte)
- Joseph David-Jones (en) (VF : Jhos Lican) : Connor Hawke
- LaMonica Garrett (VF : Florian Wormser) : Mar Novu / The Monitor

### Acteurs récurrents
- Audrey Marie Anderson (VF : Anne Massoteau) : Lyla Michaels / Harbinger (6 épisodes - récurrence à travers les saisons)
- Charlie Barnett (VF : Mike Fédée) : John « JJ » Diggle Jr. (4 épisodes)
- Andrea Sixtos (VF : Alice Orsat) : Zoé Ramirez (adulte) (4 épisodes)
- Colton Haynes (VF : Fabrice Fara) : Roy Harper (3 épisodes)

### Invités
- Susanna Thompson (VF : Catherine Le Hénan) : Moira Queen-Merlyn / Moira Queen (épisodes 1 et 10)
- John Barrowman (VF : Pierre-François Pistorio) : Malcolm Merlyn (épisode 1)
- Colin Donnell (VF : Olivier Chauvel) : Tommy Merlyn / Dark Archer (épisode 1 et 10)
- Josh Segarra (VF : Thibaut Lacour) : Adrian Chase / The Hood (épisode 1)
- Rila Fukushima (VF : Pauline de Meurville) : Tatsu Yamashiro / Katana (épisode 2)
- Kelly Hu (VF : Ivana Coppola) : Chien Na Wei / China White (épisode 2)
- Willa Holland (VF : Kelly Marot) : Thea Queen / Speedy (épisodes 3 et 10)
- Lexa Doig (VF : Véronique Picciotto) : Talia al Ghul (épisodes 3 et 10)
- Kyra Zagorsky : Athena (épisode 3)
- Echo Kellum (VF : Valentin Merlet) : Curtis Holt / Mr Terrific (épisodes 4 et 10)
- Venus Terzo : Dr Elisa Schwartz (épisode 4)
- Jamie Andrew-Cutler : Grant Wilson / Deathstroke (épisode 4)
- David Nykl (VF : Jean-Baptiste Marcenac) : Anatoly Knyazev (épisodes 5 et 10)
- Paul Blackthorne (VF : Loïc Houdré) : Quentin Lance (épisodes 6 et 10)
- Byron Mann (VF : Rémi Bichet) : Yao Fei Gulong (épisode 7)
- Sebastian Dunn (VF : Xavier Béja) : Edward Fyers (épisode 7)
- Osric Chau (VF : Alexandre Nguyen) : Ryan Choi / Atom II (épisode 8)
- Ezra Miller (VF : Gauthier Battoue) : Barry Allen / Flash (épisode 8)
- Joe Dinicol (VF : Gabriel Bismuth-Bienaimé) : Rory Regan / Ragman (épisode 10)
- Sea Shimooka (VF : Élodie Menant) : Emiko Queen (épisode 10)
- Jack Moore (VF : Victor Quilichini) : William Clayton (ado) (épisode 10)
- Katrina Law (VF : Laëtitia Laburthe) : Nyssa Al-Ghul (épisode 10)
- Emily Bett Rickards (VF : Aurore Bonjour) : Felicity Smoak Queen (épisode 10)
- Manu Bennett (VF : David Krüger) : Slade Wilson / Deathstroke (épisode 10)

### Invités des séries dérivées ou du même univers
- Melissa Benoist (VF : Zina Khakhoulia) : Kara Danvers / Supergirl (épisodes 8 et 10)
- Jon Cryer (VF : Lionel Tua) : Lex Luthor (épisode 8)
- Grant Gustin (VF : Alexandre Gillet) : Barry Allen / Flash (épisodes 8 et 10)
- David Harewood (VF : Paul Borne) : Hank Henshaw / J'onn J'onzz (épisode 8)
- Tyler Hoechlin (VF : Thibaut Lacour) : Kal-El / Clark Kent / Superman (épisode 8)
- Caity Lotz (VF : Anne-Charlotte Piau) : Sara Lance / White Canary (épisodes 8 et 10)
- Ruby Rose (VF : Vanessa Van-Geneugden) : Kate Kane / Batwoman (épisode 8)
- Brandon Routh (VF : Adrien Antoine) : Raymond « Ray » Palmer / The Atom (épisode 8)
- Bitsie Tulloch (VF : Pamela Ravassard) : Lois Lane (épisode 8)

## Production

### Développement
Le 4 mars 2019, la production annonce que cette huitième saison sera composée de 10 épisodes et sera la dernière de la série.

### Attribution des rôles
Entre juillet 2019 et août 2019, Joseph David Jones, Katherine McNamara, Ben Lewis, Charlie Barnett et LaMonica Garrett ont obtenu le statut d'acteurs principaux. Toujours en août, Colin Donnell (Tommy Merlyn), Josh Segarra (Adrian Chase), Susanna Thompson (Moira Queen), Rila Fukushima (Tatsu Yamashiro / Katana) et John Barrowman sont annoncés reprendre leurs rôles respectifs le temps d'un épisode. Et Colton Haynes annonce qu'il n'aura pas le statut d'acteur principal mais n'exclut pas de reprendre son rôle lors d'un épisode.
En septembre 2019, Willa Holland est confirmé reprendre son rôle de Thea Queen / Speedy de façon récurrente. Le même mois, Byron Mann (Yao Fei), Lexa Doig (Talia al Ghul), Audrey Marie Anderson (Lyla Michaels) et Kyra Zagorsky (Athena) sont aussi annoncés pour reprendre leurs rôles lors de cette saison.
En octobre 2019, Colton Haynes est confirmé pour jouer dans le septième épisode de la saison.

### Diffusions
- Aux États-Unis et au Canada, la saison devrait être diffusée simultanément à partir du 15 octobre 2019 sur The CW[2] et CTV Sci-Fi Channel (anciennement Space)[18].
- En France, la série est diffusée depuis le 29 octobre 2019 sur Netflix, avec un épisode par semaine.

## Liste des épisodes

### Épisode 1:Starling City
- États-Unis,  Canada : 15 octobre 2019 sur The CW[2] / CTV Sci-Fi Channel[18]
- France : 29 octobre 2019 sur Netflix[19]

- États-Unis : 842 000 téléspectateurs[20] (première diffusion)

- Colin Donnell (Tommy Merlyn)
- Josh Segarra (Adrian Chase)
- Susanna Thompson (Moira Queen)
- John Barrowman (Malcolm Merlyn)

Oliver revit son retour dans le monde après sa survie sur Lian Yu, mais il trouve une Starling City différente : Moira Queen est mariée à Malcolm Merlyn, Tommy est en vie, et un autre Archer agit en ville. Il est en fait sur Terre-2, où Black Siren agit avec Adrian Chase sous la Capuche pour protéger la ville. Oliver doit récupérer les particules d'étoile naine pour le Monitor mais l'Archer Noir les dérobe avant lui.

- Katie Cassidy est créditée comme invitée, mais elle fait toujours partie du casting principal[21].

### Épisode 2:Le prix à payer
- États-Unis,  Canada : 22 octobre 2019 sur The CW / CTV Sci-Fi Channel
- France : 5 novembre 2019 sur Netflix

- États-Unis : 773 000 téléspectateurs[20] (première diffusion)

- Audrey Marie Anderson (Lyla Michaels)
- Rila Fukushima (Tatsu Yamashiro / Katana)
- Kelly Hu (China White)
- Andrea Sixtos (Zoe Ramirez adulte)
- Charlie Barnett (John Diggle Jr. adulte)
- Lou Tizcon (David Chin)
- Colin Foo (Propriétaire)
- Derek Lowe (Robert Wong)

Oliver se réveille sur Terre-1, où le Monitor lui rappelle que son choix d'interférer dans les événements de Terre-2 ont causé la destruction de cet univers, avant de lui confier une nouvelle mission : lui livrer un scientifique qui se cache dans Hong Kong. John s'arrange pour avoir le soutien de l'ARGUS et Oliver revoit Tatsu Yamashiro. Laurel, dernière survivante de Terre-2, refuse de concevoir que son univers a disparu. 

### Épisode 3:L'épée de la discorde
- États-Unis,  Canada : 29 octobre 2019 sur The CW / CTV Sci-Fi Channel
- France : 12 novembre 2019 sur Netflix

- États-Unis : 762 000 téléspectateurs[20] (première diffusion)

- Willa Holland (Thea Queen / Speedy)
- Katie Cassidy (Laurel Lance (Terre II) / Black Siren)
- Audrey Marie Anderson (Lyla Michaels)
- Andrea Sixtos (Zoe Ramirez adulte)
- Lexa Doig (Talia al Ghul)
- Charlie Barnett (John Diggle Jr.)
- Kyra Zagorsky (Athena)
- Aiden Stoxx (Connor Hawke enfant)
- Malaika Jackson (Sandra Hawke)
- Josh Pyman (Farzd Qadir)
- Shafin Karim (Abdul Nardoc)

Pour comprendre les intentions de Mar Novu pour les Terres, Oliver décide de fouiller les plus anciennes archives de la Ligue des Assassins, recherchées par la Guilde de Thanatos que combat Thea depuis plusieurs années. Avec sa sœur, il va retrouver la seule personne susceptible de connaître l'emplacement des archives : Talia Al Ghul. Diggle et Lyla partent pour Kasnia où la femme et le fils de Bronze Tiger ont été enlevés.

### Épisode 4:Le Futur, c'est maintenant
- États-Unis,  Canada : 5 novembre 2019 sur The CW / CTV Sci-Fi Channel
- France : 19 novembre 2019 sur Netflix

- États-Unis : 619 000 téléspectateurs[20] (première diffusion)

- Echo Kellum (Curtis Holt / Mr Terrific)
- Katie Cassidy (Laurel Lance (Terre II) / Black Siren)
- Venus Terzo (Dr Elisa Schwartz)
- James Cutler (Grant Wilson / Deathstroke)
- Keri Adams (Bethany Snow)
- Eliza Faria (Zoe Ramirez)
- Bill Morris (Macmillian Fairfield)
- Susan Hanson (Evelyn Fairfield)

### Épisode 5:Prochnost
- États-Unis,  Canada : 19 novembre 2019 sur The CW / CTV Sci-Fi Channel
- France : 3 décembre 2019 sur Netflix

- États-Unis : 737 000 téléspectateurs[20] (première diffusion)

- Colton Haynes (Roy Harper / Arsenal)
- Katie Cassidy (Laurel Lance (Terre II) / Black Siren)
- Audrey Marie Anderson (Lyla Michaels)
- David Nykl (Anatoly Knyazev)
- Yurij Kis (Oleg)
- Barry W. Levy (Général Alexi Burov)

### Épisode 6:On efface tout…
- États-Unis,  Canada : 26 novembre 2019 sur The CW / CTV Sci-Fi Channel
- France : 10 décembre 2019 sur Netflix

- États-Unis : 785 000 téléspectateurs[20] (première diffusion)

- Paul Blackthorne (Détective Quentin Lance)
- Katie Cassidy (Laurel Lance / Black Siren (Terre 2))
- Audrey Marie Anderson (Lyla Michaels)
- Bradley Stryker (Vincent)
- Matthew Thiessen (Hughes)

- Dans cet épisode, Quentin fait référence au film Un jour sans fin, le même film dont parle Nate Heywood dans l'épisode 11 de la troisième saison de Legends of Tomorrow, dans lequel Zari revit la même heure.

### Épisode 7:Le purgatoire
- États-Unis,  Canada : 3 décembre 2019 sur The CW / CTV Sci-Fi Channel
- France : 17 décembre 2019 sur Netflix

- États-Unis : 825 000 téléspectateurs[20] (première diffusion)

- Byron Mann (Yao Fei)
- Colton Haynes (Roy Harper / Arsenal)
- Katie Cassidy (Laurel Lance / Black Siren (Terre 2))
- Audrey Marie Anderson (Lyla Michaels / Harbinger)
- Sebastian Dunn (Edward Fyers)
- Tom Cavanagh (Dr Harrison « Nash » Wells)

### Épisode 8:Crisis on Infinite Earths: Destinées
- États-Unis,  Canada : 14 janvier 2020 sur The CW / CTV Sci-Fi Channel
- France : 28 janvier 2020 sur Netflix[19]

- États-Unis : 1,408 million de téléspectateurs[20] (première diffusion)

- Katie Cassidy (Laurel Lance / Black Siren (Terre 2))
- Caity Lotz (Sara Lance / White Canary)
- Brandon Routh (Raymond Palmer / Atom)
- Grant Gustin (Barry Allen / Flash)
- Melissa Benoist (Kara Danvers / Kara Zor-El / Supergirl)
- Tyler Hoechlin (Clark Kent / Superman)
- Ruby Rose (Kate Kane / Batwoman)
- Ezra Miller (Barry Allen / Flash)
- Jon Cryer (Lex Luthor)
- David Harewood (J'onn J'onzz / Hank Henshaw / Martian Manhunter)
- Bitsie Tulloch (Loïs Lane)
- Melanie Merkosky (Xneen Novu)
- Stephen Lobo (Jim Corrigan / le Spectre)
- Osric Chau (Ryan Choi)

- Cet épisode est annoncé comme la quatrième partie du sixième crossover du Arrowverse, précédé par l'épisode 9 de la cinquième saison de Supergirl, de l'épisode 9 de la nouvelle série Batwoman et de l'épisode 9 de la sixième saison de Flash puis se conclura par un épisode spécial lors de la cinquième saison de Legends of Tomorrow[22],[23].
- Cet épisode fait le lien avec l'Univers cinématographique DC avec l'apparition d'Ezra Miller incarnant Flash dans Batman v Superman : L'Aube de la justice, Suicide Squad et Justice League[24].

### Épisode 9:Green Arrow et les Canaris
- États-Unis,  Canada : 21 janvier 2020 sur The CW / CTV Sci-Fi Channel
- France : 4 février 2020 sur Netflix[19]

- États-Unis : 893 000 téléspectateurs[20] (première diffusion)

- Katie Cassidy (Laurel Lance / Black Canary (Terre 2))
- Andrea Sixtos (Zoe Ramirez adulte)
- Charlie Barnett (John Diggle, Jr. adulte)
- Chad Duell (Trevor)
- Raigan Harris (Bianca Bertinelli)
- Drummond Macdougall (Victor Bertinelli)
- Javier Lacroix (Archibald)
- Camille Mitchell (Maria Bertinelli)
- Carolyn Tinglin (Amara Scott)
- James Drew Dean (Logan Bertinelli)

- Cet épisode est un backdoor pilot destiné à lancer une nouvelle série dérivée d’Arrow, centrée sur les personnages interprétés par Katherine McNamara (Mia Smoak), Katie Cassidy (Laurel Lance) et Juliana Harkavy[25] (Dinah Drake). Le projet a finalement été abandonné[26].
- Stephen Amell n'apparait pas en personne dans l'épisode.

### Épisode 10:Pour toujours et à jamais
- États-Unis,  Canada : 28 janvier 2020 sur The CW / CTV Sci-Fi Channel[27]
- France : 11 février 2020 sur Netflix[19]

- États-Unis : 733 000 téléspectateurs[20] (première diffusion)

- Katie Cassidy (Laurel Lance / Black Siren (Terre-2))
- Susanna Thompson (Moira Queen)
- Paul Blackthorne (Quentin Lance)
- Colton Haynes (Roy Harper / Arsenal)
- Willa Holland (Thea Queen / Speedy)
- Sea Shimooka (Emiko Queen)
- Echo Kellum (Curtis Holt / M. Terrific)
- Joe Dinicol (Rory Regan / Ragman)
- Caity Lotz (Sara Lance / White Canary)
- Grant Gustin (Barry Allen / Flash)
- Jack Moore (William Clayton (jeune))
- Melissa Benoist (Kara Danvers/ Supergirl)
- Katrina Law (Nyssa Al Ghul)
- Lexa Doig (Talia Al Ghul)
- David Nykl (Anatoly Knyazev)
- Colin Donnell (Tommy Merlyn)

- Il s'agit du dernier épisode de la série.
- La scène alternative avec Deathstroke a été initialement tournée pour l'épisode final de la deuxième saison, mais elle n'a jamais été utilisée[29].